# Домартен ла Монтањ
Домартен ла Монтањ (фр. Dommartin-la-Montagne) насеље је и општина у североисточној Француској у региону Лорена, у департману Меза која припада префектури Верден.
По подацима из 2011. године у општини је живело 67 становника, а густина насељености је износила 9,9 становника/km². Општина се простире на површини од 6,77 km². Налази се на средњој надморској висини од 290 метара (максималној 387 m, а минималној 286 m).

## Демографија
| 1962. | 1968. | 1975. | 1982. | 1990. | 1999. | 2011. |
| ----- | ----- | ----- | ----- | ----- | ----- | ----- |
| 50    | 61    | 56    | 49    | 52    | 45    | 67    |

График промене броја становника у току последњих година